# Viação Ferraz
Viação Ferraz foi uma empresa de ônibus que operava linhas intermunicipais da EMTU na região do Alto Tietê e São Paulo. Tinha sede em São Paulo e uma filial em Ferraz de Vasconcelos.

## Histórico
Em 1964, coincidentemente, dois senhores encontram-se no DER (Departamento de Estrada e Rodagem de São Paulo), um destes era sócio-proprietário da Viação Itaquera Ltda, José Romano, o outro era prefeito do município de Ferraz de Vasconcelos, José Antonio Fares. Ambos foram até o DER com o mesmo objetivo, e apesar de não terem conversado nada antes sobre o assunto, seus objetivos se complementaram.
O prefeito queria que fosse criada uma linha de seu município para São Paulo, e o empresário queria uma linha que fosse de São Paulo para Ferraz de Vasconcelos. O então Diretor Geral do DER, o engenheiro Ariovaldo de Almeida Viana, não teve muita dificuldade para desenvolver este projeto e autorizou o serviço, avisando o empresário que haveria necessidade de se dar uma identidade aos novos serviços que ele estaria autorizando.
Como resultado dessa coincidência em um sábado que não se tem registro de data exata, sabe-se somente que foi no ano de 1964, inaugurou-se duas linhas. Uma do município de Poá para São Miguel Paulista via Ferraz de Vasconcelos e outra de Ferraz de Vasconcelos para o Parque Dom Pedro II.
Buscando uma maior identidade com a região, em 18 de junho de 1965, alterou-se o nome da empresa para Viação Ferraz, e assim permaneceu por mais de 40 anos.

## Os últimos anos e o fim das operações
Com o passar dos anos a Ferraz (como também era chamada), ganhou mais concorrentes. Em 1996 a EMTU, devido a alta demanda de passageiros das cidades de Ferraz de Vasconcelos e Poá que iam sentido ao Metrô Itaquera, abriu licitação para 4 novas linhas  no trecho onde a Ferraz operava: Poá (Jardim Nova Poá) X São Paulo (Parque Artur Alvim), Poá (Cidade Kemel) X São Paulo (Parque Artur Alvim), via Poá (Jardim Santa Helena), Ferraz de Vasconcelos (Vila são Paulo) X São Paulo (Parque Artur Alvim) e Ferraz de Vasconcelos (CDHU José Chacon Moriel) X São Paulo (Estação CPTM Guaianazes). Finalizada a licitação, foi escolhida a Radial, para operar as linhas.
No início dos anos 2000, a Ferraz chegou a operar 8 linhas:
- 026 - Poá (Nova Poá) x São Paulo (São Miguel Paulista)
- 026VP1- Poá (Calmon Viana) x São Paulo (Estação Guaianazes)
- 205 - Ferraz x São Paulo (Parque Dom Pedro II)
- 205BI1 - Ferraz (Margarida) x São Paulo (Parque Dom Pedro II)
- 269 - Cidade Kemel (Margarida) x São Paulo (Metrô Itaquera) - via Planalto
- 327 - Poá (Cidade Kemel) x São Paulo (Metrô Itaquera) - via Progresso
- 328 - Poá (Nova Poá) x São Paulo (São Mateus)
- 435 - Itaquaquecetuba (Estação Manoel Feio) x São Paulo (Estação Guaianases)

Com o passar dos anos o público da Viação Ferraz já não era mas o mesmo, e os lugares por onde as linhas passavam, idem. A linha Ferraz x Parque Dom Pedro II, por exemplo, levava no horário de pico 2 horas e meia para percorrer toda a zona leste da Capital, coisa que na década de 60, levava 1 hora e 20 minutos em média. O Expresso Leste da CPTM (criado em 2000) faz isso em 1 hora. Com a criação do Bilhete Único, mais pessoas começaram a utilizar ônibus municipais da SPTrans abandonando os ônibus intermunicipais. Foram diversas transformações ao longos dos 40 anos. Com tudo isso, foi cada vez mais difícil manter a viabilidade financeira das linhas. Os ônibus da empresa foram ficando obsoletos. 
Em 2001, a empresa repassou parte de suas linhas para a Viação Poá, sendo elas: 269, 327 e 435 e começou também a utilizar microônibus, trocando grande parte de veículos convencionais do modelo Caio Alpha por micros Caio Piccolo e Caio Piccolino, sendo praticamente todos com apenas 1 porta, o que foi reprovado pela maioria dos usuários pela falta de conforto e o tamanho reduzido. 
Operou emergencialmente as linhas da Mito Turismo em 2006, inclusive realocando praticamente todos os veículos convencionais para as linhas da mesma, e colocando até mesmo, por algum tempo, microônibus nas linhas do Parque Dom Pedro II, que até então eram as únicas que rodavam apenas com convencionais.
Em 2006, quando operava apenas 4 linhas e possuía 43 ônibus, a EMTU conseguiu finalmente concluir a concessão das linhas intermunicipais na área 4. A Viação Ferraz concorreu pela sua empresa proprietária, a Via Sul Transportes Urbanos. Foi desclassificada na primeira fase por não apresentar documentos necessários. A empresa vencedora foi o Consórcio Unileste, que foi assumindo as linhas da região gradativamente. A EMTU deu permissão para a Viação Ferraz para operar até 31 de Janeiro de 2007, mas ao contrário da Viação Poá (que cumpriu o contrato e operou suas linhas até 31 de Dezembro de 2006), a Ferraz abandonou surpreendente as suas linhas na véspera do natal de 2006, obrigando a Radial assumir emergencialmente (e de forma precária) as linhas. O Unileste acabou assumindo as linhas da Ferraz em Fevereiro de 2007 através da Julio Simões, sendo que o consórcio permanece até a atualidade, porém desde 2010 as linhas foram repassadas para a Radial.